# Израильско-кабо-вердианские отношения
Израильско-кабо-вердианские отношения — двусторонние международные дипломатические исторические и настоящие отношения между Кабо-Верде и Израилем.
Отношения между двумя странами были установлены в июле 1994 года. Израиль представлен в Кабо-Верде нерезидентным послом, который работает из Сенегала. Кроме того, в Кабо-Верде работает почётный консул Израиля.

## История
В 1991 году в Кабо-Верде был впервые демократически избран глава правительства. Им стал Carlos Alberto Wahnon de Carvalho Veiga, потомок марокканских евреев, которые прибыли в Кабо-Верде через Гирбалтар в середине 1800-х годов.
В декабре 2016 года министр сельского хозяйства Кабо-Верде Джильберто Сильва посетил Израиль в группе из 10 своих коллег из других африканских стран. Сильва заявил, что «Израиль вдохновляет» его, потому что климатические условия обеих стран очень похожи и израильский опыт может быть крайне полезным для островного государства.
В июне 2017 года премьер-министр Израиля Нетаньяху встретился на саммите ECOWAS в Монровии, Либерия с президентом Кабо-Верде Жоржем Карлушем Фонсекой. После этой встречи были достигнуты определённые договорённости, в частности, Кабо-Верде обязалась больше не голосовать против Израиля в ООН. Об этом 2 августа 2017 года на своей официальной странице Фейсбук сообщил сам глава израильского кабинета. Спустя несколько дней, однако, представители правительства западноафриканской республики опровергли данную новость. Представители правительства Кабо-Верде заявили, что намерены укреплять связи с Израилем, однако внешняя политика государства формируется правительством, а не президентом. Несмотря на укрепление контактов с официальным Иерусалимом, курс внешней политики республики не изменится.

## Организации
В американском городе Силвер-Спринг, штат Мэриленд, действует организация «Cape Verde Jewish Heritage Project», объединяющая потомков ассимилировавшихся в островном государстве португальских и марокканских евреев.